# هانکاوان
هانکاوان (به ارمنی: Հանքավան) یک روستا در ارمنستان است که در استان کوتایک واقع شده‌است. هانکاوان در ۳۳ کیلومتری شمال غرب هرازدان، مرکز استان کوتایک واقع شده‌است.

## خصوصیات
هانکاوان ۱۱۱ نفر جمعیت دارد و ۱٬۹۹۰ (۲۰۰۰) متر بالاتر از سطح دریا واقع شده‌است.
| سال   | ۱۸۷۳ | ۱۸۹۷ | ۱۹۲۶ | ۱۹۳۹ | ۱۹۵۹ | ۱۹۷۰ | ۱۹۷۹ | ۲۰۰۱ | ۲۰۰۴ |
| جمعیت | ۹۶   | ۱۹۰  | ۲۹۲  | ۴۰۱  | ۵۵۱  | ۴۶۹  | ۳۶۳  | ۱۱۱  | ۱۰۲  |

## جاذبه‌های تاریخی

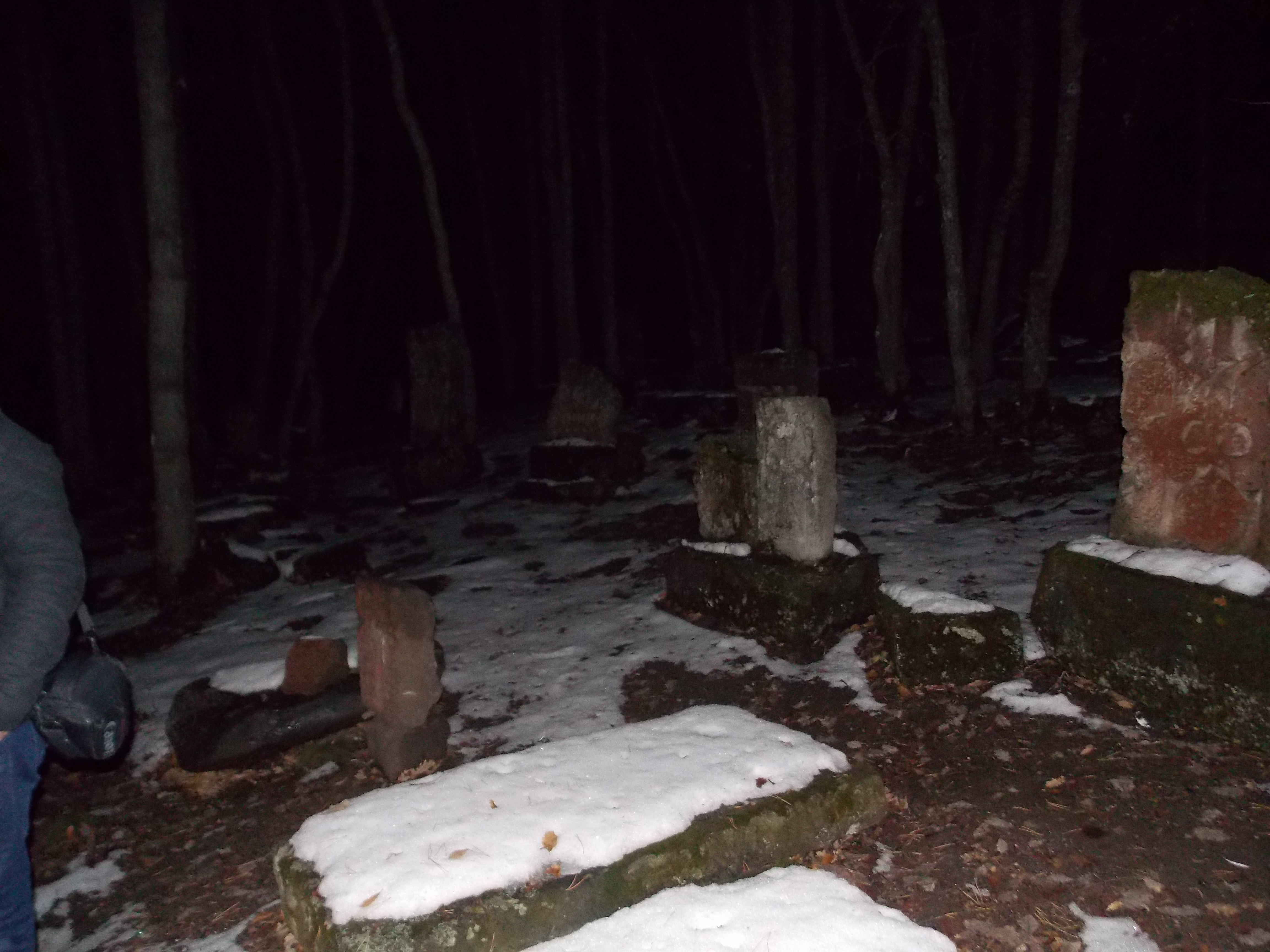